# Кин (Нью-Гэмпшир)
Кин (англ. Keene) — американский город в округе Чешир штата Нью-Гэмпшир, административный центр округа.

## География
Город имеет площадь 97,4 км², из которых 0,67 % составляют открытые водные пространства. Стоит на реке Ашелот. 

## Климат
Климат — влажный континентальный. Среднегодовой максимум температуры составляет 14,97 °C, минимум — 1,65 °C. Зимы могут быть суровыми и сопровождаться обильными снегопадами и метелями.

## История
Первое европейское поселение на данной территории возникло в 1735 году — как пограничный форт в эпоху Франко-индейских войн. Статус городка (town) Кин получил в 1753 году, статус города (city) — в 1874 году. В 1848 году до города была доведена железная дорога, после чего стала активно развиваться местная экономика: в частности, появились кирпичный и литейный заводы. Промышленность города пришла в упадок во времена Великой депрессии, и в настоящее время основой его экономики являются туризм, образование и страховой бизнес.
В 1984 году город был награждён премией «All-America City Award» (с англ. — «Всеамериканский город») присуждаемой Национальной гражданской лигой, которую неофициально называют «Нобелевской премией за конструктивное гражданство» и которая выдается за активную гражданскую позицию жителей некорпоративных сообществ Соединённых Штатов в жизни местного самоуправления.

## Население и культура
По данным переписи 2010 года, население города составляло 23409 человека. Средняя плотность населения составляла 242,3 человек на 1 км². Расовый состав города выглядел следующим образом: белые — 95,3 %, афроамериканцы — 0,6 %, коренные американцы — 0,2 %, азиаты — 2 %, уроженцы Гавайев и тихоокеанских островов — 0,004 %, представители других рас — 0,5 %, представители двух и более рас — 1,4 %, латиноамериканцы (любой расы) — 1,6 %. Средний возраст жителя составлял 34 года.
На ежегодном тыквенном фестивале был установлен мировой рекорд по количеству тыквенных фонарей для Хэллоуина.

## Активизм
Город стал прибежищем для волюнтаристских протестных групп, известных как Free Keene, связанных с Free State Project.